# Boss AC
Boss AC, nome artístico de Ângelo César do Rosário Firmino (nascido no Mindelo, Ilha de São Vicente, Cabo Verde, a 3 de Janeiro de 1975), é um rapper e cantor português. É considerado um dos pioneiros do hip hop português.

## Biografia
Boss AC é filho da cantora  cabo-verdiana Ana Firmino e do pintor cabo-verdiano António N. Firmino (Toy Firmino). Nasceu em Cabo Verde e veio para Portugal ainda pequenino, passando a sua infância e adolescência em Lisboa. 

## Carreira musical

### Rapública
Boss AC iniciou a sua carreira musical no final dos anos 80. Chegou a ser vocalista dos Cool Hipnoise, depois Boss AC foi um grupo composto por AC e Q-Pid. Fez também várias participações especiais em discos dos Da Weasel, General D e Fernando Cunha, dos Delfins, o que lhe deu algum impulso no mundo da música.
Por essa altura ganharam alguma projecção rappers oriundos maioritariamente da cintura periférica da grande Lisboa. Esse movimento veio a traduzir-se na compilação "Rapública" (Sony, 1994) na qual Boss AC foi responsável pela produção, autoria e composição dos temas "Generate Power" e "A Verdade". Sendo os primeiros temas próprios lançados em disco, Rapública marcou o arranque definitivo da carreira do artista.
Foi o autor do hino de campanha de Cavaco Silva às eleições presidenciais de 1996.

### Manda Chuva
Em meados de 1997 Boss AC partiu para os EUA, onde gravou as faixas que deram forma ao álbum Manda Chuva, com a mistura de Troy Hightower, um dos mais requisitados misturadores de hip-hop dos EUA. Boss AC entrou em contacto com ele através dos Mind Da Gap, cujo tema "Sem Cerimónias" foi misturado pelo Troy.
Depois de feita a pré-produção e a gravação do disco em Nova Iorque, Boss AC regressou a Portugal, onde registou as vozes que participaram em Manda Chuva. O artista convidou nomes como Sam e Melo D, ou os DJ's Soon e Dee Nasty. Construído como um filme, o álbum recorre a intros e a diversos outros skits para fazer a interligação dos temas.
Manda Chuva chegou às lojas em 1998, marcando a estreia do cantor. O álbum, refletindo intenções já antigas de Boss AC experimenta novas abordagens musicais – ragga, soul, R&B – sempre em torno do hip-hop. É também perceptível a influência das suas origens africanas, com temas como "Corda" e "Tunga, Tunguinha" cantados em crioulo, e "Velhos Tempos", que fala da sua infância em Lisboa. Nesse álbum, teve a colaboração vocal de Q-Pid.

### Rimar Contra a Maré
Em dezembro de 2002, Boss AC compilou os temas que foi criando desde o lançamento de Manda Chuva no seu segundo álbum de originais, "Rimar Contra a Maré", inteiramente gravado, produzido e misturado pelo próprio autor, à exceção de dois temas que foram misturados por Troy Hightower. "Rimar contra a maré" foi considerado um álbum extremamente autobiográfico e um pouco negro, exteriorizando o seu desencanto com o mundo.
O tema "Baza, Baza (Hoje não quero saber)" foi um dos grandes sucessos do álbum, que catapultou o músico para a ribalta do hip-hop português, devido à popularidade que atingiu. O tema "Lena" já tinha entrado na banda sonora do filme espanhol com o mesmo nome, de 2001. A faixa bónus "É Mintira" é uma música em crioulo que contou com a voz convidada de TC. Gutto mais uma vez participou nas faixas "Quieres Dinero" e "Lena". O CD foi desenvolvido por Jorge Cervantes para Andinos no estúdio Cervantes, Paço d'Arcos.
Em fevereiro de 2005 o videoclipe do single "Quieres Dinero", produzido com Gutto, foi nomeado para os African Music Video Awards, na categoria "Melhores Efeitos Especiais", do canal sul-africano Channel O.

### Ritmo, Amor e Palavras
Também em 2005, em março, Boss AC lança "Ritmo, Amor, Palavras", cujas misturas ficaram a cargo do seu colaborador de longa data, Troy Hightower – que já misturou para De La Soul, Busta Rhymes, LL Cool J, Outkast e Janet Jackson, entre outros – nos estúdios Hightower Productions, em Nova Iorque. A masterização foi assinada por Jim Brick, nos estúdios Absolute Audio, em Nova Iorque, onde já foram masterizados trabalhos de Mariah Carey, Puff Daddy e Mos Def.
O CD tem a participação de vários artistas, nomeadamente Carla Moreira ("Boa Vibe"), Pos, dos De La Soul ("Yo (Não Brinques Com Esta Merda)"), Rita Reis ("És Mais Que Uma Mulher"), Sam The Kid ("Faz O Favor De Entrar (Tuga Night)"), Berg ("Princesa (Beija-me Outra Vez)"), Da Weasel ("Só Vês O Que Queres Ver"), DJ Konnecta ("Quem Sente, Sente"), Débora e Gutto ("Sentir Tão Bem") e Konscious (na faixa bónus "Original Riddim").
"Ritmo, Amor e Palavras" chegou ao estatuto de disco de ouro em Agosto de 2005, por mais de dez mil cópias vendidas. Em outubro atingiu a marca de disco de platina, tendo vendido mais de 30 mil unidades até perto do final do ano. Dentro do género do hip-hop chegou a ser um dos três discos mais vendidos de sempre em Portugal. O single de estreia, "Hip-Hop (Sou eu e és tu)", ascendeu rapidamente aos primeiros lugares nos tops, liderando as preferências nos meios de comunicação como a MTV Portugal, Cidade FM, e Antena 3, entre outros. Integrou ainda, a banda sonora de vários programas de televisão com grande audiência nacional e entrou em múltiplas coletâneas editadas durante 2005.
Boss AC empenhou-se numa digressão extensa, com concertos em Portugal e também em Moçambique. Em outubro, o rapper português assegurou a primeira parte da estreia de 50 Cent em Portugal, no Pavilhão Atlântico, em Lisboa.

### Preto no Branco
Em janeiro de 2008, Boss AC lançou o primeiro single do seu novo álbum, "Preto no Branco", intitulado "Estou Vivo". O teledisco do tema foi gravado em Macau. O segundo single do álbum foi "Acabou (Até te esquecer)".
O tema "Levanta-te (Stand Up)" foi o terceiro single, cujo videoclipe foi lançado em 21 de julho na MTV. 
O álbum conta ainda com a participação de Mariza no tema "Alguém Me Ouviu (Mantém-te Firme)". "Levanta-te (Stand Up)" e "Acabou (Até Te Esquecer)" fizeram parte da banda sonora da série da TVI 'Morangos com Açúcar'.

### AC Para os Amigos
AC Para os Amigos, editado em 6 de fevereiro de 2012, é o mais recente álbum de Boss AC, e marca a estreia do músico pela Universal Music.
- “Sexta-feira (Emprego Bom Já)”, foi o primeiro single do álbum, lançado em fevereiro de 2012. Obteve boas posições nas tabelas portuguesas (3 semanas consecutivas no TOP+; entre os 10 melhores até abril no TNT - Todos no Top; 3 primeiros no MTV Portuguese Charts).
- "Tástabater" foi o 2º tema confirmado, cujo vídeo foi filmado no Brasil. Notícia corrente fora que o rapper português seria também a primeira confirmação para as festas académicas do Porto nesse ano. Segundo o portal Jornalista Porto Net, o intérprete seria a principal atração do cartaz das festas estudantis no dia 6 de maio 2012.
- "Tu És Mais Forte" foi o terceiro tema com videoclip, lançado em Agosto de 2012, com a participação de Shout. Antes de ser lançado oficialmente, Boss AC teve uma participação especial num programa da estação de rádio "Comercial", onde o tema foi transmitido exclusivamente pela primeira vez a todo o país. Com o significado da letra «tu és mais forte ... e sabes que podes vencer / acredita», a AMI criou uma campanha de ajuda e apoio a crianças desfavorecidas.

## Prémios, reconhecimento, colaborações e aparições nos média
Após a edição de Manda Chuva, em 2002, Boss AC juntou-se a Gutto (também chamado de Bantú nessa altura), o líder dos Black Company, uma das bandas que gravaram no Rapública, autores do que provavelmente foi o primeiro grande sucesso do rap português, o tema "Nadar". Boss AC e Gutto formaram a No Stress, actualmente uma das maiores produtoras de hip-hop em Portugal.
Nos anos seguintes, o rapper participou em trabalhos dos Xutos & Pontapés e dos Santos & Pecadores, compôs para cinema ("Zona J", "Lena") e televisão ("Masterplan", "Último Beijo").
Em 2006, o cantor foi candidato pela segunda vez consecutiva aos MTV Europe Music Awards, na categoria de Best Portuguese Act.
Boss AC tem participado em vários festivais de música cabo-verdianos, entre os quais o afamado Festival da Baía das Gatas, em São Vicente, o primeiro do género em Cabo Verde e geralmente considerado o mais conceituado.
Em 2007, Akon convidou Boss AC para um remake do êxito "I Wanna Love You". Foi também lançado um videoclipe para o remake. 
O hino da CMTV, do qual um excerto é reproduzido em separadores do canal, é também da autoria de Boss AC. O hino foi tornado público no dia do 2º aniversário do canal, em 2015.

## Discografia
- Manda Chuva (Valentim de Carvalho (NorteSul), 1998)
- Rimar Contra a Maré (Valentim de Carvalho (NorteSul) - EMI, Dezembro 2002)
- Ritmo, Amor e Palavras (Hightower Productions, Absolute Audio, Março 2005)
- Preto no Branco (Valentim de Carvalho (NorteSul) - EMI, Março de 2009)
- AC Para os Amigos - (Universal Music, Fevereiro de 2012)
- A Vida Continua.... (2018)

### Colaborações/Participações
- Colectânea "Rapública" (1994) - temas "A Verdade" e "Generate Power"
- CD "Pé Na Tchôn, Karapinha Na Céu" (1995) de General D - participa nos temas "Atake dos Carapinhas" e "Jam Session"
- CD "Dou-lhe Com A Alma" (1995) dos Da Weasel - participa no tema "Dou-lhe Com A Alma"
- Colectânea "Espanta Espíritos" (1995) - participa no tema "Apenas Um Irmão"
- CD "Tá-se Bem" (1996) dos Kussondulola - participa no tema "Terezinha"
- CD "Funky, Trunky, Punky" (1996) de Gimba - participa no tema "Executivo Improdutivo"
- CD "Filhos da Rua" (1997) dos Black Company - participa no tema "Genuíno"
- Mixtape "Ghetto Talk Part.2" (1997) de DJ Bomberjack - participa num tema
- Colectânea "Todos Diferentes, Todos Iguais" (1997) - tema "Ménage à Trois"
- Mixtape "Reencontro do Vinil Vol.1" (1998) de DJ Bomberjack - um tema
- CD "Invisível" (1998) de Fernando Cunha - participa no tema "Só Há Tempo Agora"
- CD "Zona J - Banda Sonora" (1998) - temas "Anda Cá Ao Papá" e "Andam Aí"
- CD "Voar" (1999) dos Santos & Pecadores - participa no tema "Saber De Ti"
- CD "XX Anos, XX Bandas" (1999) dos Xutos & Pontapés - versão de "Não Sou o Único"
- Colectânea "Tejo Beat" (1998) - tema "It's All Right"
- Mixtape "Volta a dar Cartas em 99" (1999) de DJ Bomberjack - um tema
- CD "Operação Alfa" (2000) dos SSP - participa no tema "Every Woman"
- CD "Lena - Banda Sonora" (2001) - tema "Lena"
- Mixtape "Freestyle Connexion" (Novembro/2002) de DJ Bomberjack & DJ Lusitano - um tema (freestyle)
- CD "Private Show" (Outubro/2002) de Gutto aka Bantú - participa nos temas "Hey (A Noite É Aqui)" e "Eu Imaginei"
- CD "Longa Caminhada" (2002) dos Mess - participa no tema "Cum n' Get It"
- CD "Último Beijo - Banda Sonora" (2002) - temas "Bué de Rimas" e "A Carta Que Nunca Te Escrevi"
- Colectânea "Nação Hip Hop - 10 Anos de rap em português" (Maio/2003) - tema "Velhos Tempos"
- Colectânea "Hip Hop Nation #1" (Junho/2003) - tema "Mantém-te Firme"
- Colectânea "Nação Hip-Hop 2005" (Janeiro/2005) - tema "Baza, Baza"
- Colectânea "Hip Hop Nation #17" (Fevereiro/2005) - tema "Quem Sente, Sente"
- Colectânea "Nação Hip-Hop 2006" (Março/2006) - tema "Hip Hop (Sou Eu e És Tu)"

### Produções
- Colectânea "Rapública" (1994) - temas "A Verdade" e "Generate Power"
- Colectânea "TPC" (2000) - tema "Lado a Lado (HipHop)"